# Bas Roorda
Bas Roorda (født 13. februar 1973 i Assen) er en tidligere hollandsk professionel fodboldspiller, som senest spillede for PSV Eindhoven.
Bas Roorda startede sin professionelle fodboldkarriere hos FC Groningen som 2. målmand bag førstevalget Patrick Lodewijks. Efter 4 sæsoner hvori han var 26 gange på banen, forlod han 
FC Groningen og skiftede til NEC Nijmegen. I Nijmegen var han med det samme førstevalg, og i 4 sæsoner spillede han 127 kampe for NEC.
I år 2000 skiftede han til Roda JC, hvor han blev 2. målmand. I sin første sæson i Roda JC stod han på mål 14 gange, men allerede i 2003/2004 sæsonen sad han på bænken i alle kampe.
I 2004 vendte han tilbage til FC Groningen for at efterfølge Roy Beukenkamp som 1. målmand. I sin første sæson stod han på mål 34 gange.
Han stoppede karrieren i 2010.